# Nemastoma pluridentatum
Espèce
Synonymes
- Nemastoma triste pluridentatum Hadži, 1973

Nemastoma pluridentatum est une espèce d'opilions dyspnois de la famille des Nemastomatidae.

## Distribution
Cette espèce est endémique de Bosnie-Herzégovine. Elle se rencontre dans les Vlašić planina.

## Systématique et taxinomie
Cette espèce a été décrite sous le protonyme Nemastoma triste pluridentatum par Hadži en 1973. Elle est considérée comme une sous-espèce de Nemastoma bidentatum par Novak en 2005. Elle est élevée au rang d'espèce par Novak en 2021.

## Publication originale
- Hadži, 1973 : « Novi taksoni suhih južin (Opilionidea) v Jugoslaviji - Neue Taxa der Weberknechte (Opilionidea) aus Jugoslawien. » Razprave Slovenska Akademija Znanosti in Umetnosti SAZU (IV) - Dissertationes Academia Scientiarum et Artium Slovenica, Classis 4, vol. 16, p. 1–120.